# Konkurs Kompozytorski im. Tadeusza Ochlewskiego
Konkurs Kompozytorski im. Tadeusza Ochlewskiego – konkurs kompozytorski organizowany co roku w Krakowie. Organizatorem jest Polskie Wydawnictwo Muzyczne.
Adresatami konkursu są młodzi kompozytorzy pochodzenia polskiego, którzy nie ukończyli trzydziestego roku życia.

## Charakterystyka
Przedmiotem konkursu jest oryginalna, wcześniej nie wykonywana kompozycja. Corocznie ogłaszany jest inny skład instrumentalny kompozycji konkursowej. Tematem dotychczasowych edycji były utwory na instrument solowy (lub solo z taśmą).
Konkurs kompozytorski PWM został powołany we wrześniu 2002 roku i obrał imię Tadeusza Ochlewskiego, animatora kultury muzycznej, wydawcy i muzyka, założyciela Polskiego Wydawnictwa Muzycznego.

## Laureaci Konkursu
- 2003 I edycja – utwór na klarnet

Paula Ptach – Wariacje na temat pewnego odrodzenia (I nagroda)
Alina Błońska – Wołanie w ciszę (wyróżnienie)
- 2004 II edycja – utwór na gitarę klasyczną

Marek Pasieczny – Homenaje a Manuel de Falla (I nagroda)
Barbara Kaszuba – Fantazja (wyróżnienie)
- 2005 III edycja – utwór na saksofon altowy

Dariusz Przybylski – Konstrukcja (I nagroda)
Robert Kosek – Psikus (wyróżnienie)
- 2006 IV edycja – utwór na trąbkę

Jarosław Płonka – Konstrukcja w metalu (I nagroda)
Robert Kosek – Hejnał (wyróżnienie)
- 2007 V edycja – utwór na puzon

Jakub Polaczyk – Kombinacje na Olimpie (I nagroda)
Łukasz Godyła – Cyrkulacje (wyróżnienie)
- 2008 VI edycja – utwór na klawesyn

Emil Bernard Wojtacki – Sonettino (I nagroda)
wyróżnienia nie przyznano
- 2009 VII edycja – utwór na kwartet smyczkowy

Michał Jakub Papara – Odyseja (I nagroda)
Paweł Pietruszewski – Tęsknota za pieśnią (wyróżnienie)
- 2010 VIII edycja – utwór na akordeon lub akordeon i taśmę

Krzysztof Kamil Kosecki – Magnetismo (I nagroda)
Igor Jankowski – Trzy impresje (wyróżnienie)
- 2011 IX edycja – utwór na instrument preparowany solo

Ewa Fabiańska – Miniatures sonoristiques na puzon preparowany solo (I nagroda)
Justyna Kowalska-Lasoń – ...dotykam gór, a one dymią na flet preparowany solo (wyróżnienie)
- 2012 X edycja – utwór na orkiestrę smyczkową

Paweł Piotr Pietruszewski – RIFFonia (I nagroda)
Adam Porębski – Semi-overture (wyróżnienie)
- 2013 XI edycja – utwór na solowy głos wokalny i warstwę elektroniczną

I nagroda (ex aequo): 
Marta Śniady – s!c2
Franciszek Araszkiewicz – Monster Group Number
- 2014 XII edycja – utwór na małą orkiestrę symfoniczną, inspirowana polską muzyką ludową

Adam Porębski – Kolby (wyróżnienie)
- 2015 XIII edycja – utwór na chór dziecięcy z tekstem fonetycznym

Krzysztof Ratajski – Rebounds na 5-głosowy chór dziecięcy do oryginalnego tekstu fonetycznego  (I nagroda)
Szymon Godziemba-Trytek – A Wanderer’s Song na 3-głosowy chór dziecięcy (wyróżnienie)
- 2016 XIV edycja – utwór na kontrabas i warstwę elektroniczną

wyróżnienie (ex aequo): 
Marcin Antkowiak – Connexion for Double Bass and Tape
Aleksandra Słyż – Glossy for Double Bass and Electronics